# Yong Ji
Yong Ji (雍己), anche chiamato Lü Ji (呂己), nome propria Zi Dian (子佃) (fl. XVII secolo a.C.) fu l'ottavo sovrano della Dinastia Shang. Regnò dal 1649 a.C. al 1637 a.C..
Nello Shiji (Memorie di uno storico) viene indicato da Sima Qian come l'ottavo sovrano Shang, succeduto al fratello Xiao Jia (小甲). Salì sul trono nell'anno dello Jiaxu (甲戌} stabilendo Bo (亳) (nell'attuale Shandong) come sua capitale. Dopo aver regnato per 12 anni, venne insignito del nome postumo di Yong Ji e gli succedette il fratello Tai Wu ({太戊).
Alcune incisioni oracolari su osso rinvenuti a Yin Xu, invece, lo indicano come l'ottavo sovrano Shang, succeduto al fratello Tai Wu (大戊), prendendo come nome postumo Lü Ji (呂己) e che avrebbe avuto come successore, il nipote Zhong Ding (中丁). Sotto il suo dominio l'economia ha cominciato a declinare.